# Catedral de Sens
A catedral de Sens (em francês: Cathédrale Saint-Étienne-de-Sens) é uma catedral católica situada na cidade de Sens, na região de Borgonha-Franco Condado, em França. É um dos primeiros templos góticos do país.

## Construção

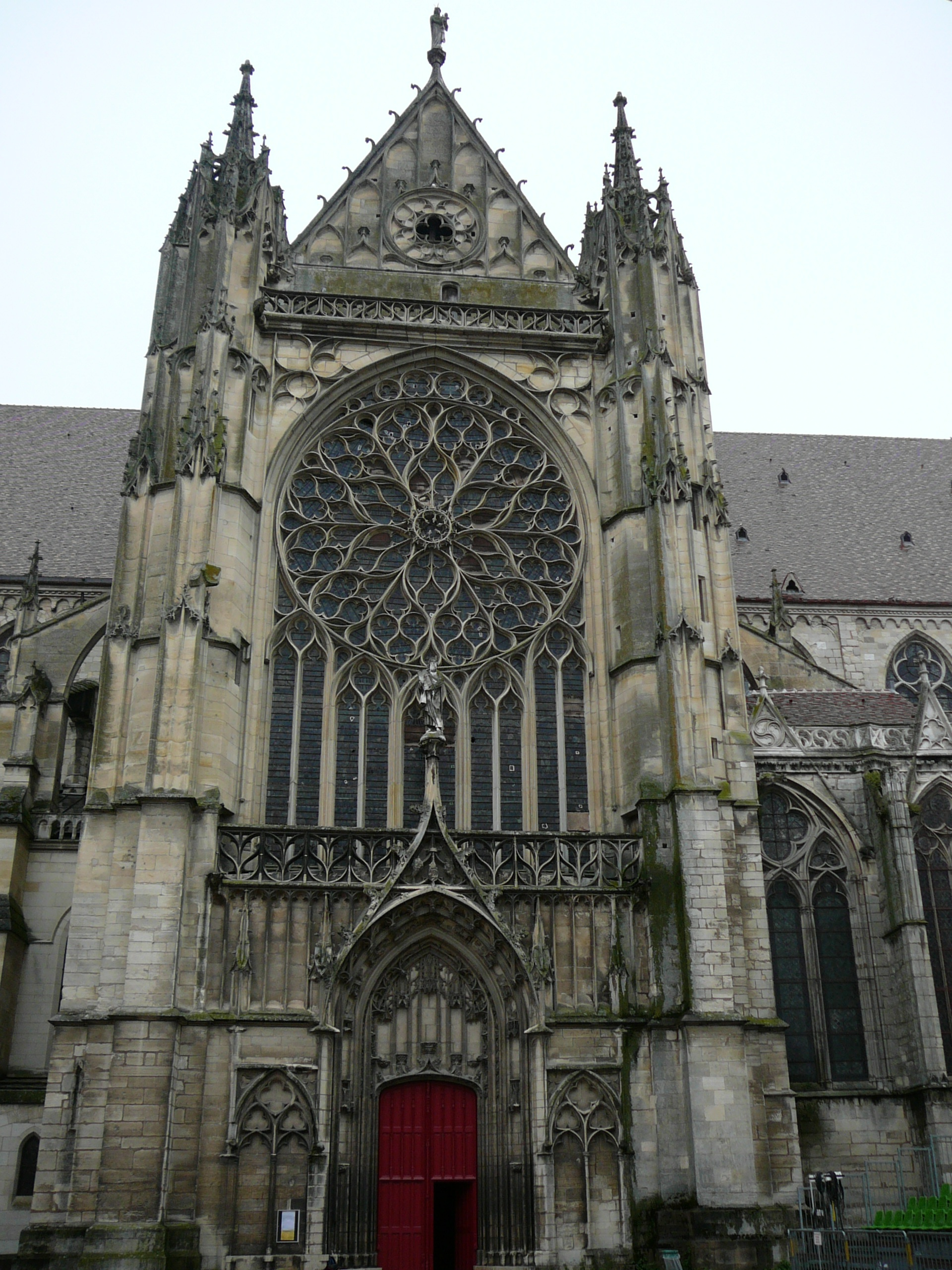
Pórtido do transepto sul da catedral.

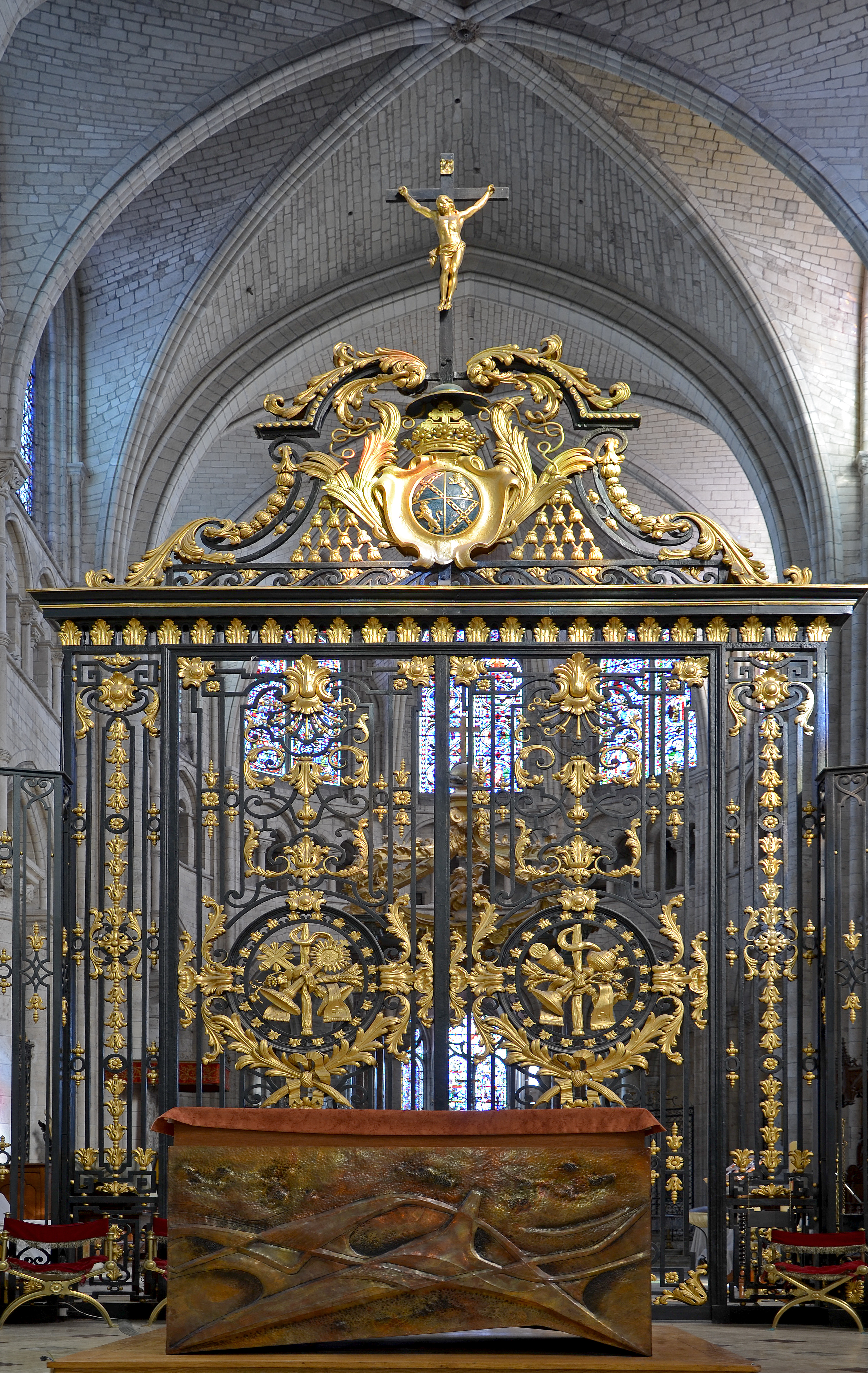
Vista do coro com a sua formosa porta de ferro forjado, obra da autoria de William Doure.

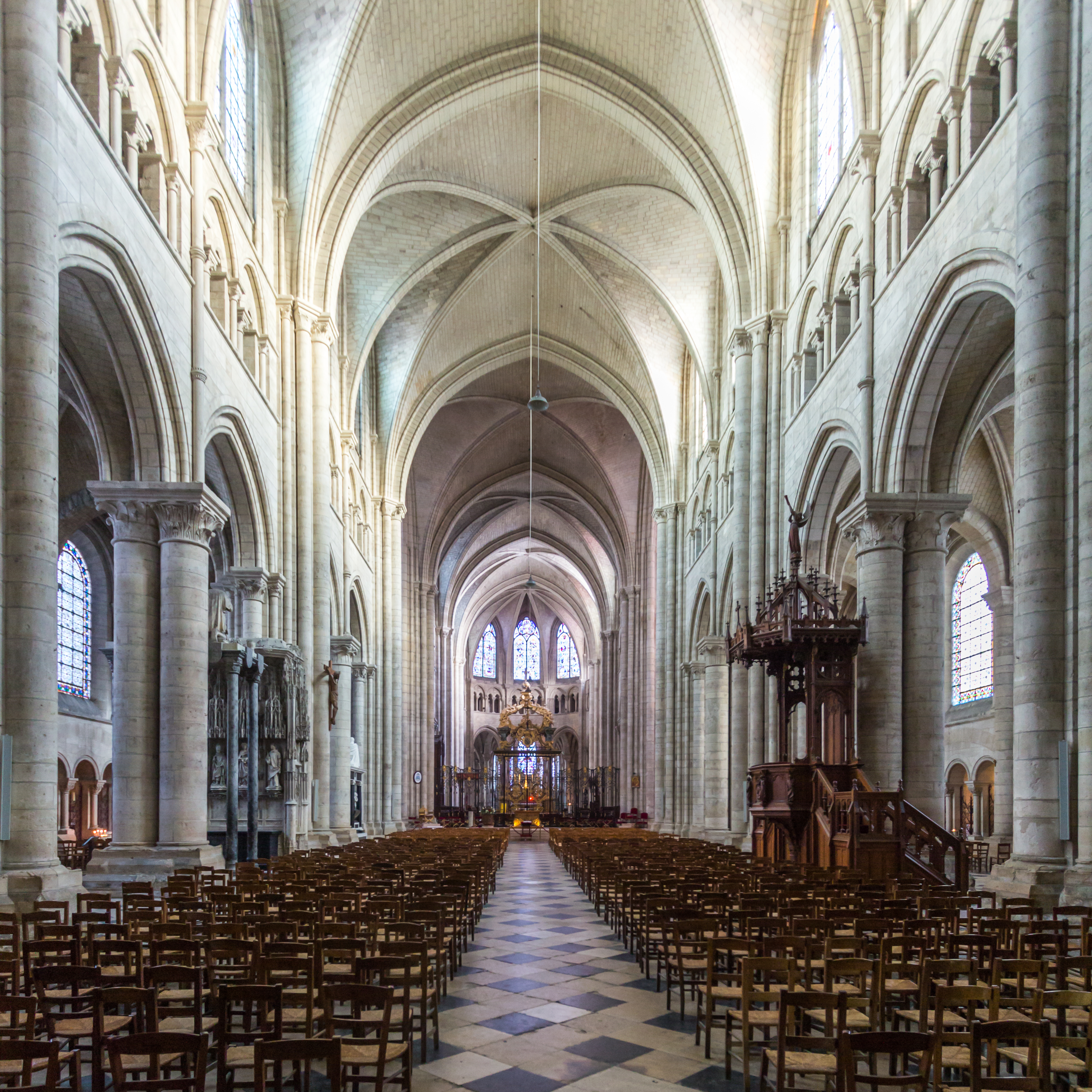
A nave central distingue-se claramente, a direita e a esquerda alternada entre pilares fortes e pequenas colunas. A abóbada é sexpartita.

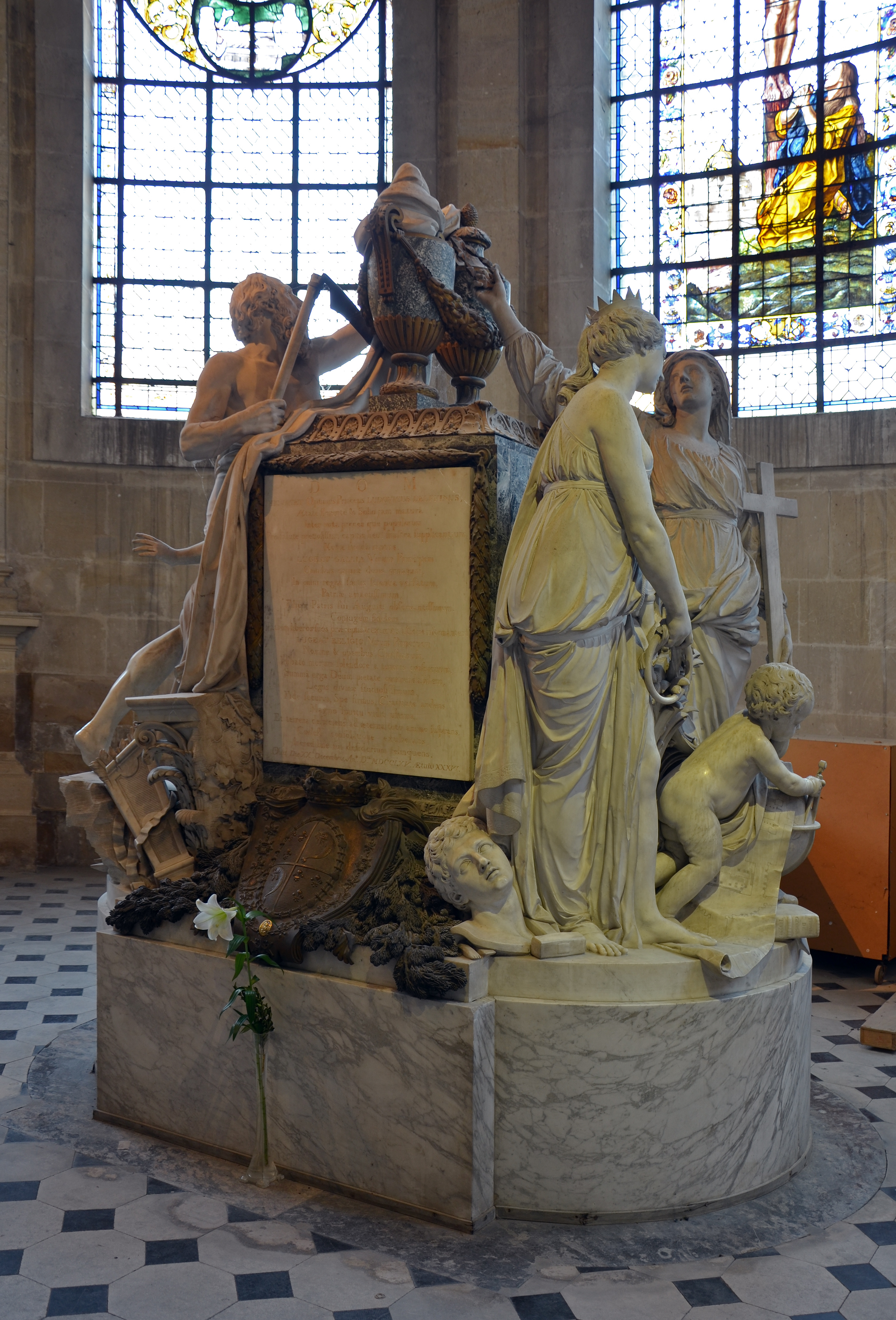
Cenotafio do Grande Delfín, da autoria de Guillaume Coustou.

A sua construção iniciou-se no ano de 1140, sob o auspício do arcebispo Henri Sanglier (1122-1142), tendo as obras prosseguido com o seu sucessor, Hugues de Toucy (1142-1168), e terminado somente no ínicio do século XII.
Ao longo das décadas, o edifício sofreu importantes modificações devido à queda ou derrocada da torre sudoeste, evento ocorrido no dia 5 de abril de 1268, que supôs o afundamento parcial de três trechos do lado meridional.

## Descrição do templo
O edifício caracteriza-se sobretudo pela sua solidez, sendo parca nas suas proporções ou elementos de ornamentação. A fachada oeste encontra-se dividida em três portais: o central, onde se destacam as esculturas, que representam a parábola das dez vírgenes e a história de São Estevão; o portal direito, com vinte e duas estatuetas que representam os profetas, sendo ainda pontuado ao centro por uma torre sineira de pedra, decorada com os escudos de armas e as estátuas dos principais benfeitores do templo, culminada por um campanário; e o portal esquerdo, decorado com dois baixos-relevos, que representam a liberalidade e a avareza, bem como com a história de São João Baptista. No campanário, encontram-se conservados dois sinos medievais, apelidados como Savinienne e Potentienne, cujo peso é de 15,3 toneladas e 13,8 toneladas, respectivamente. 
A catedral de Sens constitui, junto com a abadia de Saint-Denis, um dos primeiros edifícios de configuração gótica.
O portal do lado norte da catedral é um dos melhores exemplos da escultura francesa do século XVI, enquanto o lado sul está coroado por janelas vitrais, das que se conservam algumas originais, como a que representa a lenda de Thomas Becket de Canterbury. Entre a ornamentação interior destaca-se o túmulo de Luís, Delfim de França, filho do rei Luís XV e de sua esposa, Marie-Joséphine de Savoie, uma das obras de Guillaume Coustou (filho), e vários baixos-relevos que representam as cenas da vida do cardeal Antoine Duprat, chanceler de França e arcebispo de Sens entre 1525 e 1535. O mausoléu de que procedem foi destruído durante a Revolução Francesa.
A planta difere do modelo tradicional utilizado na construção de outras catedrais do mesmo período, unificando o interior. Em vez de um cruzeiro, a catedral de Sens tem uma série de pilares que não se interrompem e se desenvolvem longitudinalmente, dando acesso ao coro. O seu suporte realiza-se, de forma alternada, com pilares e colunas adosadas que organizam trechos retangulares e recebem as abóbadas sexpartidas com nervos. Em baixo existem duplos arcos que organizam os trechos e uma tribuna e em cima um corpo de luzes. A abóbada tem uma origem normanda e apresenta a mesma configuração que a igreja de Morienval. A nave central tem 15 metros.
A catedral possuiu ainda algumas das mais antigas relíquias de França, um fragmento de Vera Cruz (Lignum crucis), apresentada por Carlomagno, e parte das vestimentas do Santo Thomas Becket.
Nesta catedral contraiu casamento, em 1234, o rei Luís IX de França com Margarida de Provença.

## Links externos
- Este artigo foi inicialmente traduzido, total ou parcialmente, do artigo da Wikipédia em inglês cujo título é «Sens Cathedral», especificamente desta versão.